# Championnat du monde de snooker 1971
Navigation
Édition précédente Édition suivante
Le championnat du monde de snooker 1971 s'est déroulé à Sydney. Il s'est décomposé en une série de matchs préliminaires, les 4 premiers joueurs se qualifiant ensuite pour les demi-finales.

## Tableau final
|  | Demi-finale Au meilleur des 49 manches | Demi-finale Au meilleur des 49 manches | Demi-finale Au meilleur des 49 manches |  |  | Finale Au meilleur des 73 manches | Finale Au meilleur des 73 manches | Finale Au meilleur des 73 manches |
|  |                                        |                                        |                                        |  |  |                                   |                                   |                                   |
|  | Drapeau de l'Australie                 | Warren Simpson                         | 27                                     |  |  |                                   |                                   |                                   |
|  | Drapeau de l'Australie                 | Eddie Charlton                         | 22                                     |  |  | Drapeau de l'Australie            | Warren Simpson                    | 29                                |
|  | Drapeau de l'Angleterre                | John Spencer                           | 34                                     |  |  | Drapeau de l'Angleterre           | John Spencer                      | 37                                |
|  | Drapeau du pays de Galles              | Ray Reardon                            | 15                                     |  |  |                                   |                                   |                                   |
|  |                                        |                                        |                                        |  |  |                                   |                                   |                                   |
|  |                                        |                                        |                                        |  |  |                                   |                                   |                                   |
|  |                                        |                                        |                                        |  |  |                                   |                                   |                                   |

## Matchs de classement
| Place | Joueur         | J | G | P | Score pour | Score contre | Diff. | Pts |
| ----- | -------------- | - | - | - | ---------- | ------------ | ----- | --- |
| 1     | Eddie Charlton | 4 | 3 | 1 | 92         | 56           | +36   | 6   |
| 2     | John Spencer   | 4 | 3 | 1 | 86         | 62           | +24   | 6   |
| 3     | Ray Reardon    | 4 | 3 | 0 | 64         | 47           | +17   | 6   |
| 4     | Warren Simpson | 4 | 3 | 1 | 75         | 73           | +2    | 6   |
| 5     | John Pulman    | 4 | 2 | 2 | 81         | 67           | +14   | 4   |
| 6     | Gary Owen      | 4 | 2 | 2 | 77         | 71           | +6    | 4   |
| 7     | Paddy Morgan   | 4 | 1 | 2 | 44         | 67           | −23   | 2   |
| 8     | Perrie Mans    | 4 | 0 | 4 | 61         | 87           | −26   | 0   |
| 9     | Norman Squire  | 4 | 0 | 4 | 49         | 99           | −50   | 0   |

Chaque participant joue 37 frames contre 4 adversaires. 
| Ray Reardon  | 21–16 | Eddie Charlton |
| Ray Reardon  | 22–15 | Perrie Mans    |
| Ray Reardon  | 21–16 | John Spencer   |
| John Pulman  | 25–12 | Paddy Morgan   |
| John Pulman  | 26–11 | Norman Squire  |
| Ray Reardon  | [ 2 ] | Paddy Morgan   |
| John Spencer | 20–17 | Perrie Mans    |
| John Spencer | 23–14 | John Pulman    |
| John Spencer | 27–10 | Norman Squire  |

| Eddie Charlton | 26–11 | Perrie Mans    |
| Eddie Charlton | 23–14 | Gary Owen      |
| Eddie Charlton | 27–10 | Norman Squire  |
| Gary Owen      | 26–11 | Paddy Morgan   |
| Gary Owen      | 19–18 | Norman Squire  |
| Paddy Morgan   | 21–16 | Warren Simpson |
| Warren Simpson | 19–18 | Perrie Mans    |
| Warren Simpson | 19–18 | Gary Owen      |
| Warren Simpson | 21–16 | John Pulman    |